# Seznam ciprskih kemikov
Seznam ciprskih kemikov.

## H
- Hadjiantoni Eliana

## I
- Huriye Icil

## N
- Kyriakos Kosta Nikolaou

## O
- Mustafa E. Ozser